# Myggsnappare
Myggsnappare (Polioptilidae) är en familj inom fåglarna med små tättingar som bara förekommer i Nya Världen. De är nära släkt med gärdsmygarna.

## Utbredning
Familjen förekommer uteslutande i Nya Världen, från södra Kanada söderut till norra Argentina. De flesta arter förekommer i subtropiska och tropiska områden och är stannfåglar, men svartbrynad myggsnappare (P. caerulea) flyttar från sina häckningsområden i USA och Kanada till varmare områden.

## Utseende och läte
Myggsnappare påminner både om små sångare som de tidigare betraktades vara släkt med, och gärdsmygar i både utseende och beteende. De rör sig rastlöst genom buskage och lövverk i jakt på insekter. Fjäderdräkten är genomgående dovt blågrå. Näbben är lång, smal och vass och den ofta resta stjärten tecknad i olika grader av svartvitt. Många arter har distinkta svarta huvudteckningar, framför allt hanarna. De tre till fyra arterna knottsmyg är mer satt byggda med kortare stjärt, längre näbb och mer brun fjäderdräkt.

## Ekologi
Knottsmygen förekommer i undervegetationen i tropiska fuktskogar, medan myggsnapparna återfinns i väldigt olika miljöer, från buskage i halvöken till högt upp i trädkronorna i regnskogar i Amazonas.

## Systematik
Denna artlista följer AviList.
- Släkte Microbates
  - Halsbandsknottsmyg (M. collaris)
  - Rostkindad knottsmyg (M. cinereiventris)
- Släkte Ramphocaenus
  - Tjatterknottsmyg (R. sticturus) – nyligen urskild art, ofta fortfarande behandlad som en del av melanurus
  - Drillknottsmyg (R. melanurus)
- Släkte Polioptila
  - Guyanamyggsnappare (P. guianensis)
  - Skiffermyggsnappare (P. schistaceigula)
  - Iquitosmyggsnappare (P. clementsi)
  - Amazonmyggsnappare (P. paraensis)
  - Svartmaskad myggsnappare (P. dumicola)
  - Gräddbukig myggsnappare (P. lactea)
  - Kubamyggsnappare (P. lembeyei)
  - Tropikmyggsnappare (P. plumbea)
  - Marañonmyggsnappare (P. maior)
  - Yucatánmyggsnappare (P. albiventris)
  - Vitbrynad myggsnappare (P. bilineata)
  - Svartbrynad myggsnappare (P. caerulea)
  - Ökenmyggsnappare (P. melanura)
  - Californiamyggsnappare (P. californica)
  - Svarthuvad myggsnappare (P. nigriceps)
  - Vittyglad myggsnappare (P. albiloris)